# Gajayana-stadion
Het Gajayana-stadion is een multifunctioneel (voetbal)stadion in Malang, Oost-Java, Indonesië. Het stadion wordt vooral gebruikt voor voetbalwedstrijden.
Het stadion heeft een capaciteit van 30.000. Het stadion wordt momenteel uitgebreid en de nieuwe naam voor het stadion zal zijn: Malang Olympic Garden.